# Anthus sokokensis
El bisbita del Sokoke (Anthus sokokensis) es una especie de ave paseriforme de la familia Motacillidae endémica de la costa de África oriental.

## Distribución y hábitat
Se encuentra en las costas de Kenia y Tanzania. Su hábitat natural son los bosques tropicales costeros húmedos. Está amenazado por la pérdida de hábitat.